# ميكا ساكاي
ميكا ساكاي (باليابانية: 酒井美佳؛ بالكانا: さかい みか) هي لاعبة البولنغ ‏ يابانية، ولدت في 7 مارس 1975 في أوساكا في اليابان.